# 微型中子源反应堆
微型中子源反应堆是中國建造的一种小型紧凑的研究用反应堆。中國的首個微型中子源反应堆由戴傳曾設計，1984年中國第一個微型中子源反应堆建成。 中國除了建造本國的微型中子源反应堆，還幫加纳、伊朗、巴基斯坦、尼日利亚和叙利亚建造微型中子源反应堆。 